# Giovanni Patricolo
Giovanni Patricolo (* 16. August 1789 in Palermo; † 17. März 1861 ebenda) war ein italienischer Maler des Klassizismus auf Sizilien.

## Leben
Als Sohn des für König Ferdinand IV. tätigen Architekten Giuseppe Patricola geboren, erfuhr Giovanni Patricolo schon frühzeitig eine künstlerische Förderung durch den Vater und eine anschließende erste Ausbildung durch Giuseppe Velasco.
Doch entschied er sich zunächst für eine kirchliche Laufbahn, 1813 wurde er zum Priester geweiht.
Durch einen Besuch in den Werkstätten von Vincenzo Riolo und Giuseppe Patania wandte er sich wieder verstärkt der Malerei zu und gab sein Priesteramt auf. Nach Restaurierungsarbeiten an zwei Gemälden von Pietro Novelli eignete er sich dessen Hell-Dunkelmalerei an, aus der er neben den Einflüssen durch seine Lehrer  seinen eigenen Stil entwickelte, der zwischen Klassizismus und Frühromantik anzusiedeln ist.
Er wurde in der Kirche San Domenico beigesetzt. In der Cappella Oneto wird seiner durch eine Inschrift gedacht.
Einer seiner Schüler war Domenico Costantino.

## Werke von Patricolo in Palermo (Auswahl)
- Palazzo dei Normanni: Deckenmalereien mit mythologischen Themen im Gelben Saal
- Museo Diocasano: „Pietà“
- Chiesa Santissima Assunta: Christi Himmelfahrt
- Chiesa Carmine Maggiore: Deckenfresko „Mariä Himmelfahrt“ (1814)
- Chiesa di Sant’Ippolito: Der Auferstandene Christus
- Chiesa Santissimo Salvatore: „Tod der Heiligen Rosalia“ (1857)
- Chiesa di Santa Caterina: Madonna del Rosario
- Chiesa di San Gaetano : Kreuzabnahme

## Werke von Patricolo in anderen Orten (Auswahl)
- Chiesa del Collegio (Sciacca): „Taufe Jesu“ und „Enthauptung des Johannes“
- Chiesa del Purgatorio (Carini): „Judas Makkabäus“, „Daniel in der Löwengrube“ und „Gerechtigkeit Josefs“
- Chiesa di Sant’Alfonso (Agrigent): Mehrere Tafelbilder
- Biblioteca Lucchesiana (Agrigent): Fresken und Tafelbilder